# Kirkenes
Kirkenes ([ˈçɪ̂rkəneːs] ⓘ, nordsamisch Girkonjárga [ˈkir̥ː.ko.ˌɲaːrːka], kvenisch/finnisch Kirkkoniemi, skoltsamisch Ǩeârkknjargg, kyrillisch russisch Киркенес) ist eine Stadt in der Kommune Sør-Varanger im Osten der Provinz Finnmark in Nord-Norwegen. Die Stadt hat 3535 Einwohner (Stand: 1. Januar 2024).

## Allgemeines
Die Stadt ist Verwaltungssitz der Kommune Sør-Varanger und liegt am Varangerfjord. Sie bekam am 1. Januar 1999 die Stadtrechte verliehen. Von den Einwohnern kommen etwa 15 % aus dem Ausland. Die Straßenschilder in Kirkenes sind dreisprachig: norwegisch, finnisch und russisch. Die Entfernung zur Grenze mit Russland beträgt etwa 10 km, zu der mit Finnland etwa 35 km.
Kirkenes ist Sitz des norwegischen Barents-Sekretariats, das eine wichtige Rolle in der Arbeit der 1993 von Norwegen initiierten Barentsregion innehat, eines internationalen Zusammenschlusses von Regionen der Anliegerstaaten der Barentssee, darunter die Nordprovinzen Norwegens, Schwedens und Finnlands, die russischen Gebiete Murmansk und Archangelsk, die Republiken Komi und Karelien und der Nenzische Autonome Kreis. Als Knotenpunkt für die Zusammenarbeit mit dem nordwestlichen Russland ist Kirkenes auch Sitz eines russischen Generalkonsulats.

## Klima
Die Polarnacht dauert vom 27. November bis zum 16. Januar. Die Mitternachtssonne scheint vom 15. Mai bis 28. Juli. Die Durchschnittstemperaturen betragen im Januar −13 Grad Celsius und im Juli +14 Grad Celsius. Das Nordlicht kann – je nach Wetterbedingungen – von September bis März beobachtet werden.

## Wirtschaft

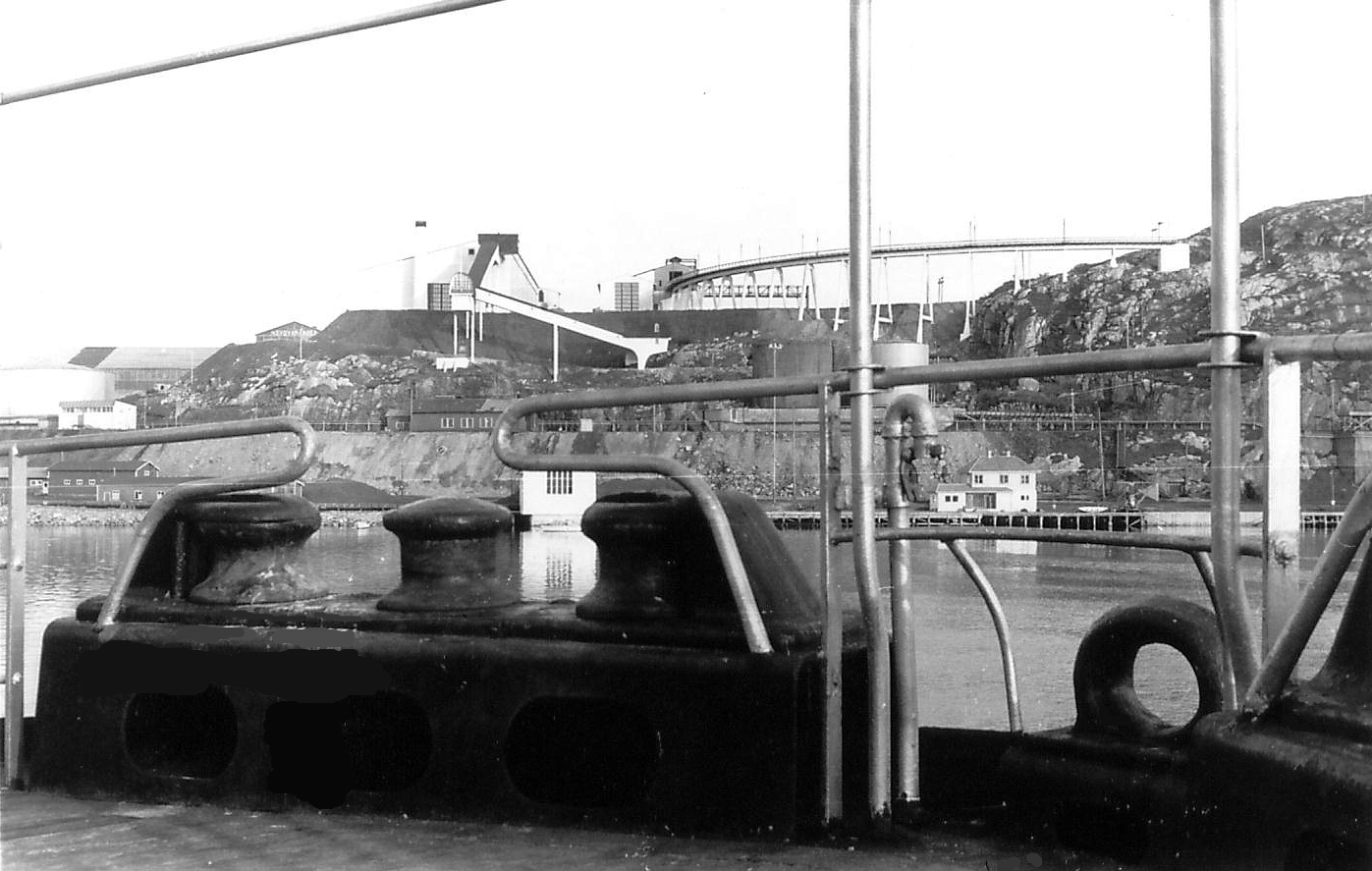
Erzverladeanlage, Kirkenes (1957)

Kirkenes entstand als ein Verschiffungshafen für Eisenerz. Bis zum Jahre 1996 lebten die meisten Einwohner vom Abbau des Eisenerzes. Heute ist der Haupterwerb der Einwohner von Kirkenes der Fischfang und der Dienstleistungssektor.
Der 1996 stillgelegte Eisenerz-Tagebau wurde wieder aufgenommen, die etwa acht Kilometer lange private Erzbahn (norwegisch: Kirkenes-Bjørnevatnbanen) zwischen Tagebau und Hafen wurde 2010 revitalisiert. Im Dezember 2015 wurde der Erzabbau erneut stillgelegt.

## Verkehr

### See

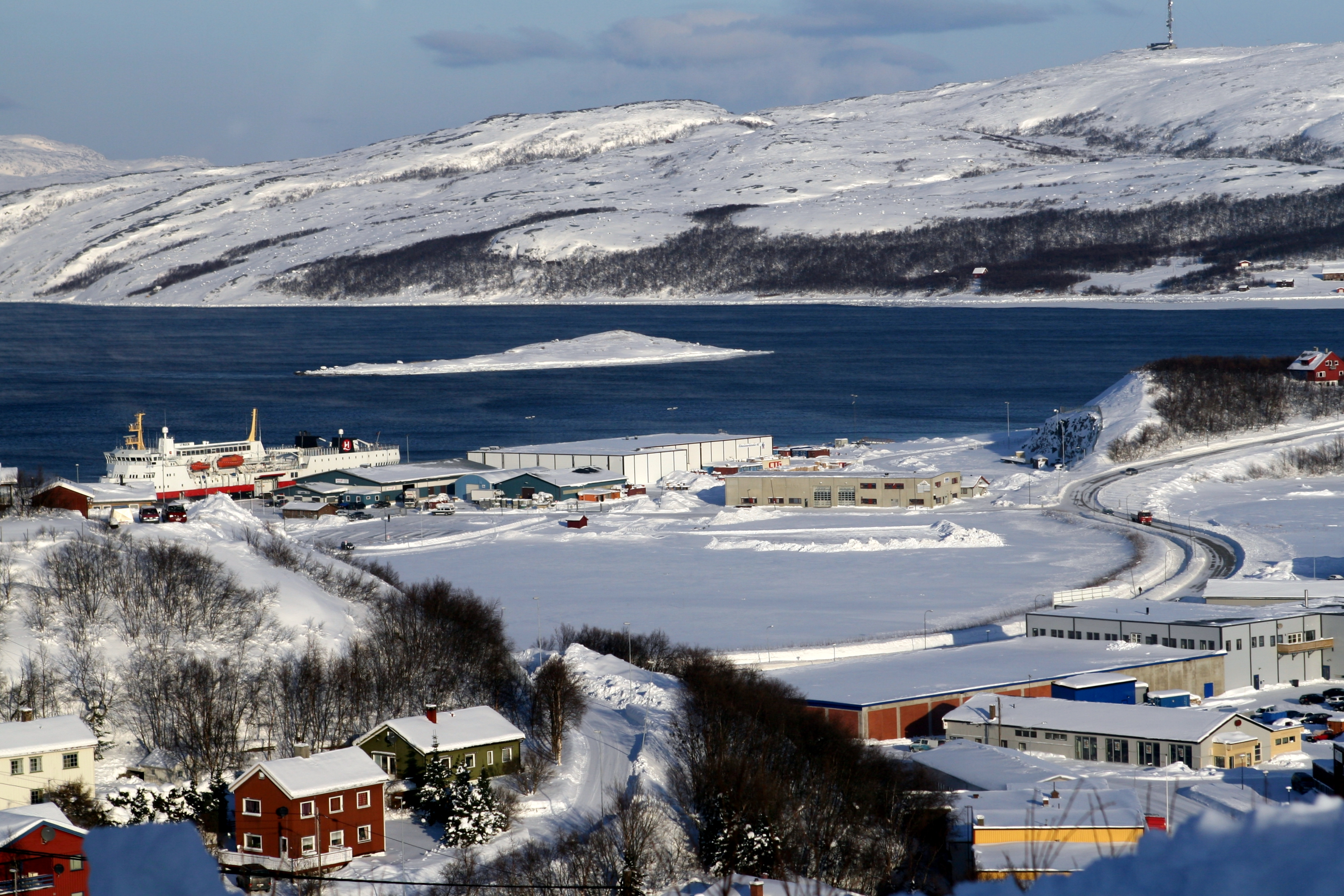
Hafen von Kirkenes (Februar 2007)

Seit 1908 ist die Stadt der nördliche Wendepunkt der Schiffe der Hurtigruten. Da der Hafen weit im Inneren des Varangerfjords liegt und nicht vom Golfstrom erreicht wird, muss der zugefrorene Fjord im Winter von Eisbrechern freigemacht werden.

### Luft
Den Flughafen Kirkenes in Høybuktmoen nutzen etwa 300.000 Passagiere pro Jahr (Stand: 2014).

### Land
Die Europastraße 6 und die Europastraße 105 enden beziehungsweise beginnen in Kirkenes.
Auch Europas längster Radweg, der Iron Curtain Trail, der entlang des ehemaligen Eisernen Vorhangs bis zum Schwarzen Meer verläuft, beginnt in Kirkenes. Er wurde mit Mitteln der EU ausgebaut.

### Schiene
Die ausschließlich im Güterverkehr betriebene Bahnstrecke Kirkenes–Bjørnevatn war die einzige Eisenbahn in Kirkenes. Da sie ausschließlich die Produktion des Eisenerzbergwerks von Bjørnevatn abtransportierte, wurde sie 2015 stillgelegt, als das Bergwerk seinen Betrieb einstellte.
Die Verkehrsministerien Finnlands und Norwegens haben 2017 eine Machbarkeitsstudie für eine Arctic Railway in Auftrag gegeben, mit Prüfung mehrerer Streckenvarianten. 
Die Arbeitsgruppe kam jedoch 2019 zu dem Ergebnis, dass das Projekt unwirtschaftlich sei: Das jährliche Transportvolumen müsste mindestens 2,5 Millionen Tonnen betragen. Zwar könnte der Tourismus in Lappland möglicherweise von der Eisenbahn profitieren, er würde aber nicht ausreichen, um das Streckenprojekt zu finanzieren.

## Geschichte
Kirkenes und seine Umgebung ist das mit Abstand älteste Stück des europäischen Kontinentes. Durch den Fund eines 3,69 Milliarden Jahre alten Kristalles nahe Kirkenes wurde das von Forschern geschätzte Alter des Kontinents um 200 Millionen Jahre übertroffen.
Um 1900 war Kirkenes ein kleiner Ort mit einer Kirche (norwegisch kirke), die 1862 auf einer Landzunge (nes) erbaut wurde. Der Eisenerzabbau ließ die Stadt ab 1908 wachsen.

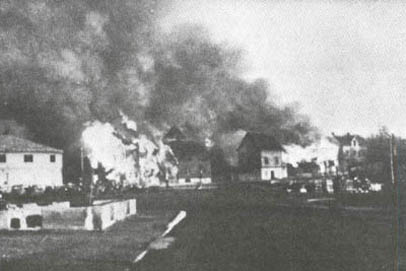
Brennendes Kirkenes nach deutschem Rückzug (1944)

Durch seine strategische Lage wurde Kirkenes im Zweiten Weltkrieg eine stark umkämpfte Stadt an der sogenannten Eismeerfront. Die zirka 150 Kilometer Luftlinie entfernte Stadt Murmansk war der einzige Hafen im europäischen Teil der Sowjetunion, den das nationalsozialistische Deutschland nicht kontrollierte oder blockierte. Daher wurde der eisfreie Hafen von Murmansk und die von Murmansk nach Moskau führende Murmanbahn lebenswichtig für die Alliierten. Versorgungstransporte liefen von den Vereinigten Staaten und Großbritannien durch das Nordmeer nach Murmansk, um die Sowjetunion vor allem mit Kriegsmaterial zu unterstützen. Die Deutschen, die Norwegen seit 1940 besetzt hatten, verlegten ab Juni 1941 zirka 30.000 Soldaten nach Kirkenes. Außerdem kam es zur Stationierung stärkerer deutscher Seestreitkräfte und eines Luftwaffengeschwaders in Nordnorwegen mit Stützpunkt Kirkenes. Diese hatten die Aufgabe, die alliierten Nordmeergeleitzüge zu behindern beziehungsweise zu zerstören. Die Versuche des deutschen „Gebirgskorps Norwegen“, die Stadt Murmansk zu erobern und damit die alliierte Versorgungslinie stillzulegen (Unternehmen Silberfuchs), wurden von den sowjetischen Verteidigern verhindert. Sowjetische Flugzeuge bombardierten Kirkenes Tag und Nacht. Über 1000 Fliegeralarme und mehr als 328 Luftangriffe durch sowjetische Bomber machten Kirkenes zur meist bombardierten Stadt Norwegens. Nach einem fürchterlichen Erschöpfungskrieg an der Lizafront (nach dem Fluss Liza), im Winter oft bei 30 bis 40 Grad unter Null und mit tausenden von gefallenen und erfrorenen Soldaten auf beiden Seiten, gelang es der Roten Armee, die deutschen Truppen zurückzuschlagen. Im Oktober 1944 befreite die Rote Armee in der Petsamo-Kirkenes-Operation die von Deutschen besetzten Städte Petsamo und Kirkenes. Vor ihrem Rückzug hatten die Deutschen bis auf 20 Häuser alle Gebäude verbrannt, die nach den sowjetischen Bombenangriffen noch übrig geblieben waren.

## Grenze zu Russland

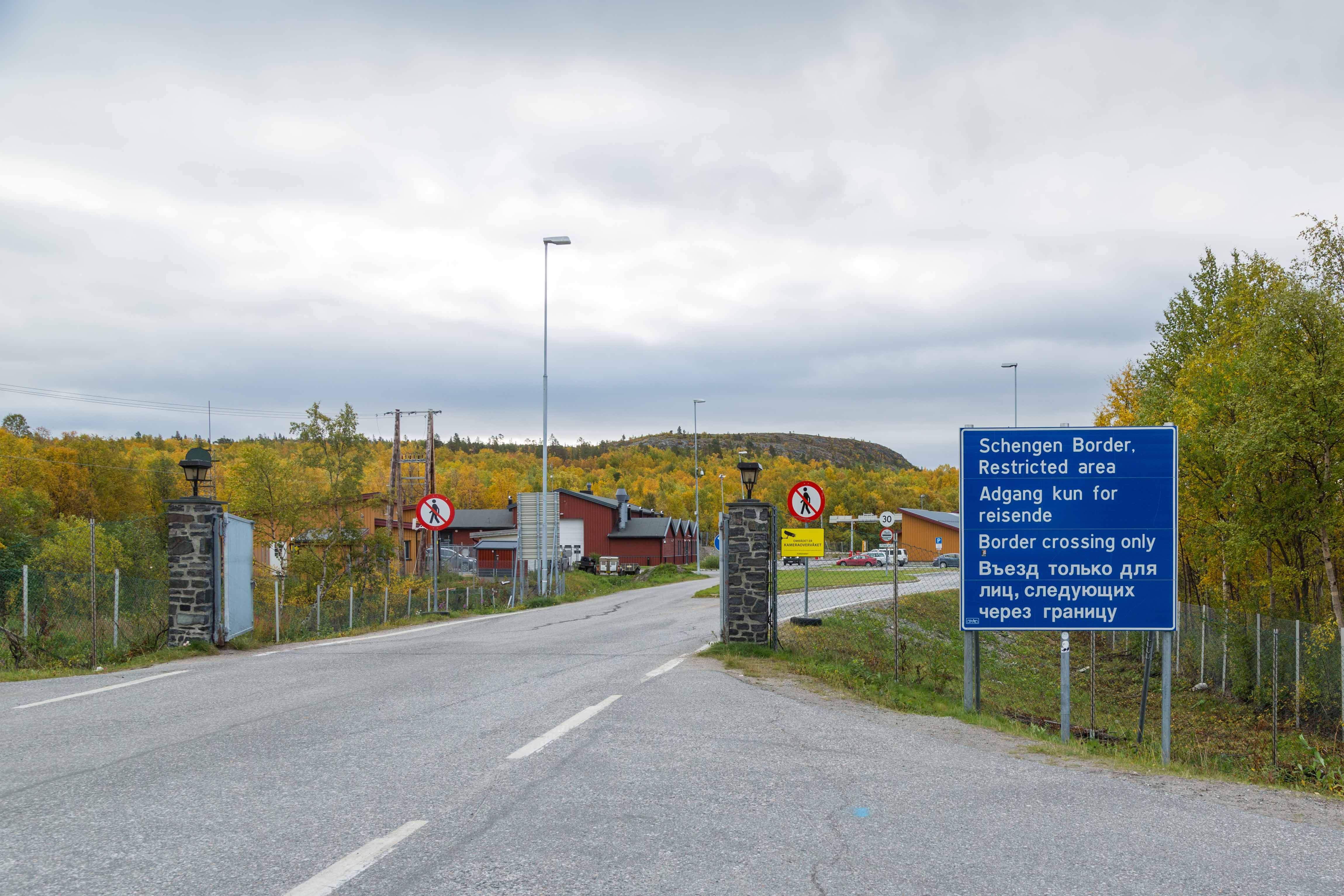
Der 13 km von Kirkenes entfernte Grenzübergang nach Russland

Bei Kirkenes befindet sich ein Grenzübergang nach Russland und Murmansk. Die Landgrenze zwischen Norwegen und Russland endet im Norden bei der Ortschaft Grense Jakobselv (Grenze Jakobsfluss). Während des Kalten Krieges war dies neben der Grenze Türkei-Sowjetunion die einzige unmittelbare Landgrenze zwischen der NATO und der Sowjetunion und somit die einzige innerhalb Europas. Im Rahmen einer Sonderregelung, die durch das Schengener Abkommen möglich und die für Europa bisher einmalig war, durften Russen und Norweger, die in einer 30-Kilometer-Zone wohnen, von April 2010 bis Februar 2022 (bis zum feindlichen Angriff auf die Ukraine seitens Russlands) visafrei hin und her reisen. Im Mai 2024 schloss Norwegen die gesamte Grenze für russische Touristen. Danach darf nur noch ein Mercedes-Transporter die Grenze überqueren, der einmal täglich vom norwegischen Kirkenes in die russische Stadt Murmansk fährt.

## Personen aus Kirkenes
- Bendik Rugaas (1942–2025), Bibliothekar und Politiker
- Per Oskar Kjølaas (* 1948), Bischof und Autor
- Vegard Ulvang (* 1963), Skilangläufer
- Silje Karine Muotka (* 1975), Politikerin des Norske Samers Riksforbund (NSR)
- John Kristian Dahl (* 1981), Skilangläufer
- Ørjan Nilsen (* 1982), DJ und Musikproduzent

## Sehenswürdigkeiten

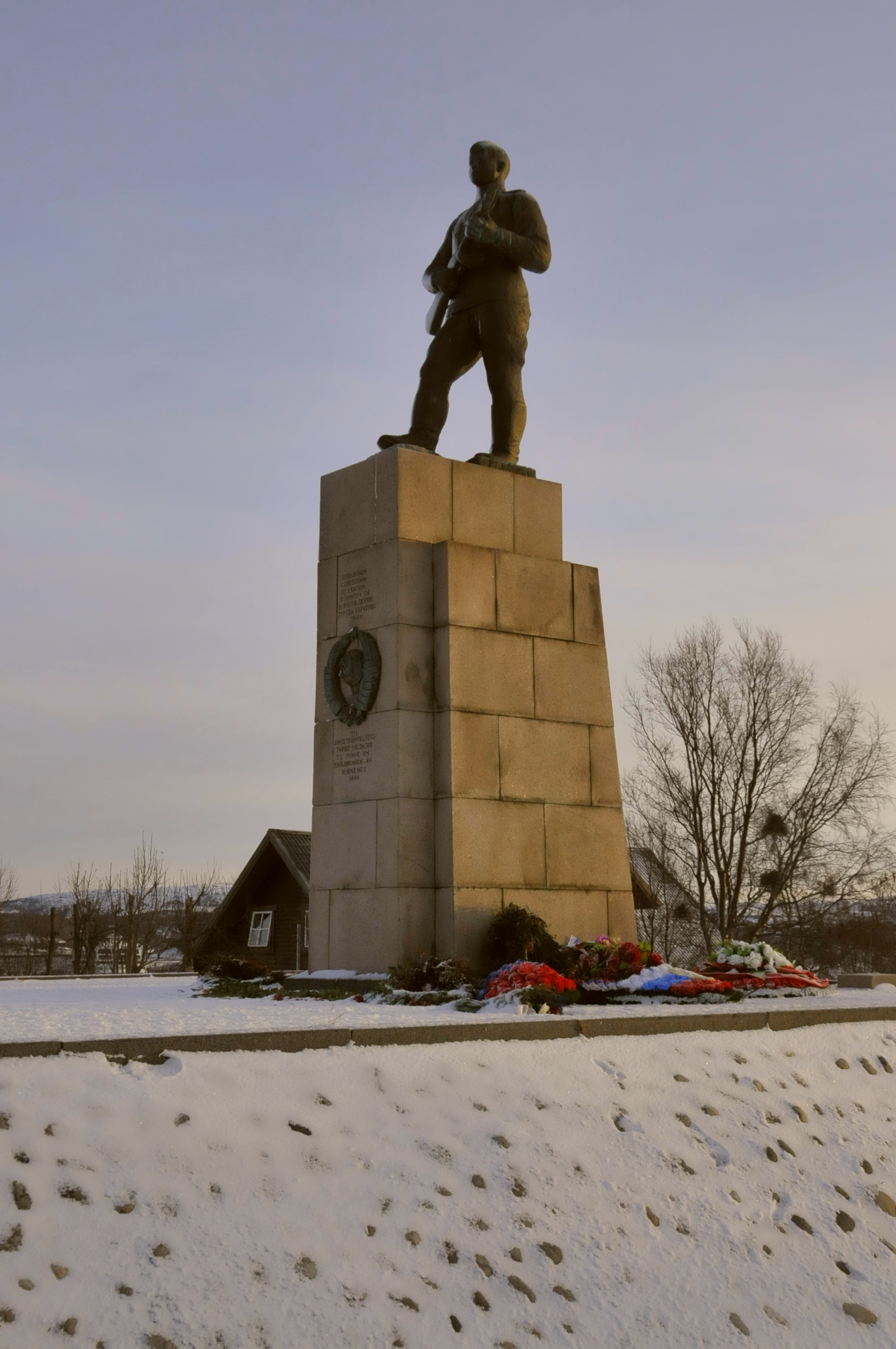
Sowjetisches Denkmal

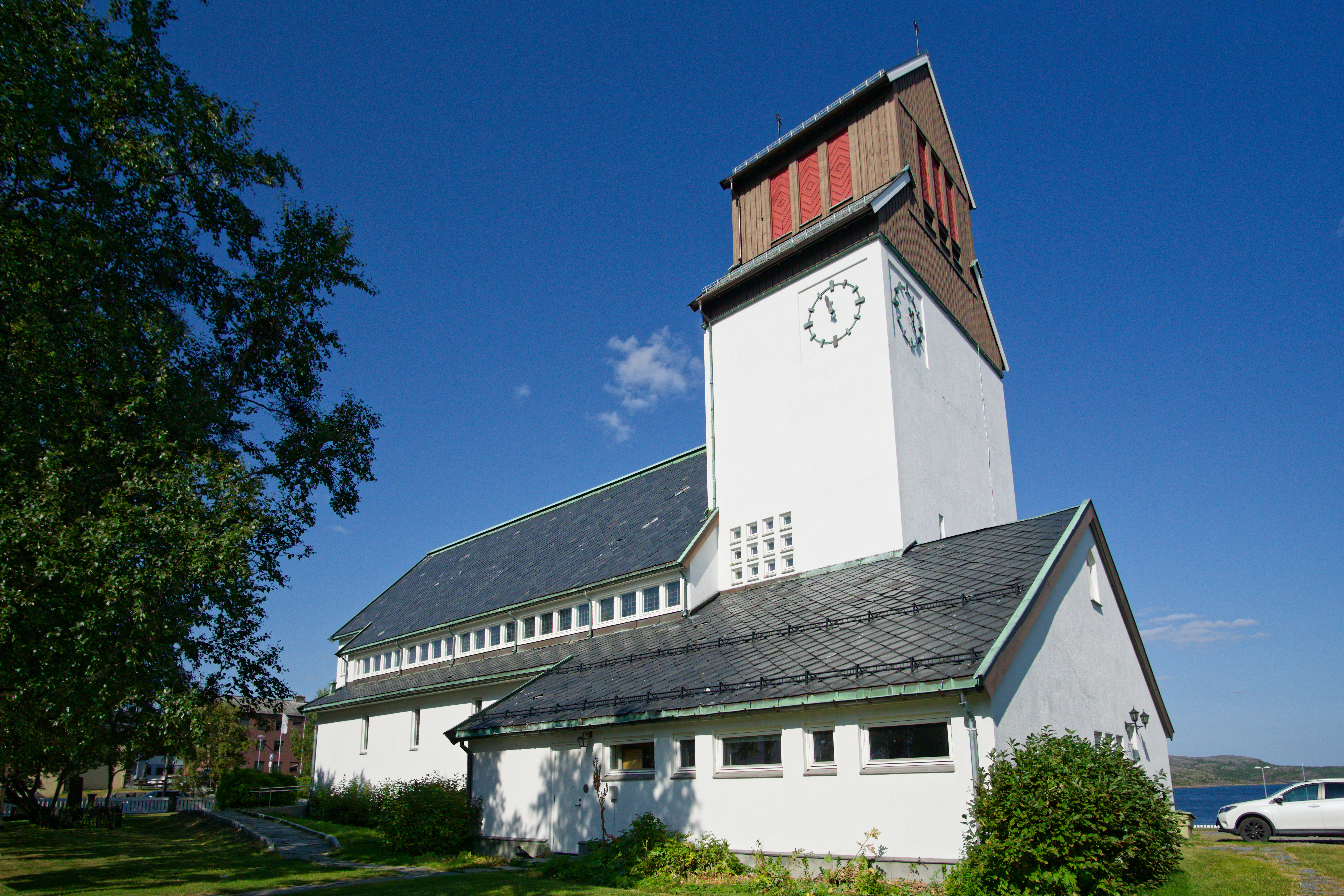
Die Kirche im August 2024

- Die „Andersgrotta“, ein Museum in einem alten Luftschutzraum
- Das „Grenzlandmuseum“
- Das „Savio-Museum“, mit Werken des Künstlers John Andreas Savio
- Das sowjetische Denkmal der Befreiung nach dem Zweiten Weltkrieg
- Die Kirche

## Bilder

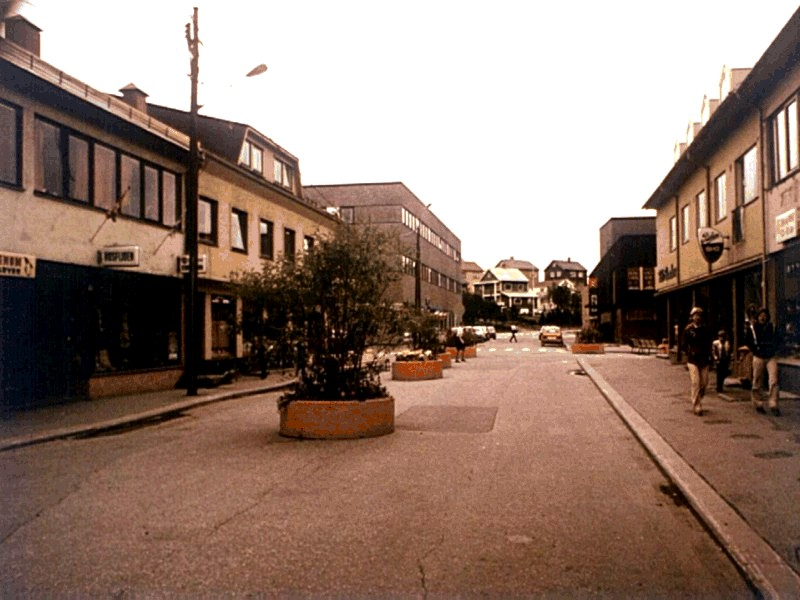
Fußgängerzone in Kirkenes (1975)
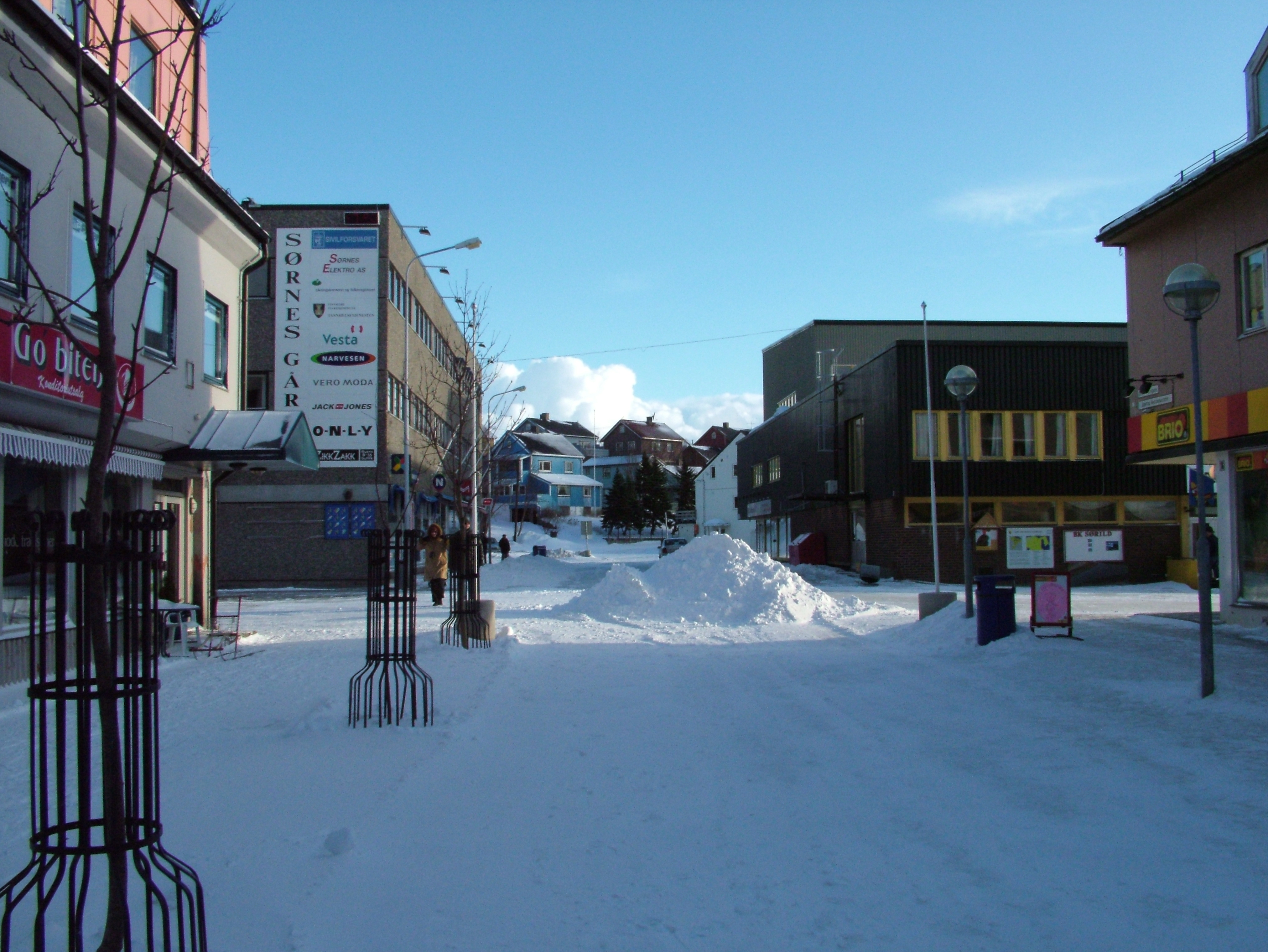
Fußgängerzone in Kirkenes (Februar 2005)
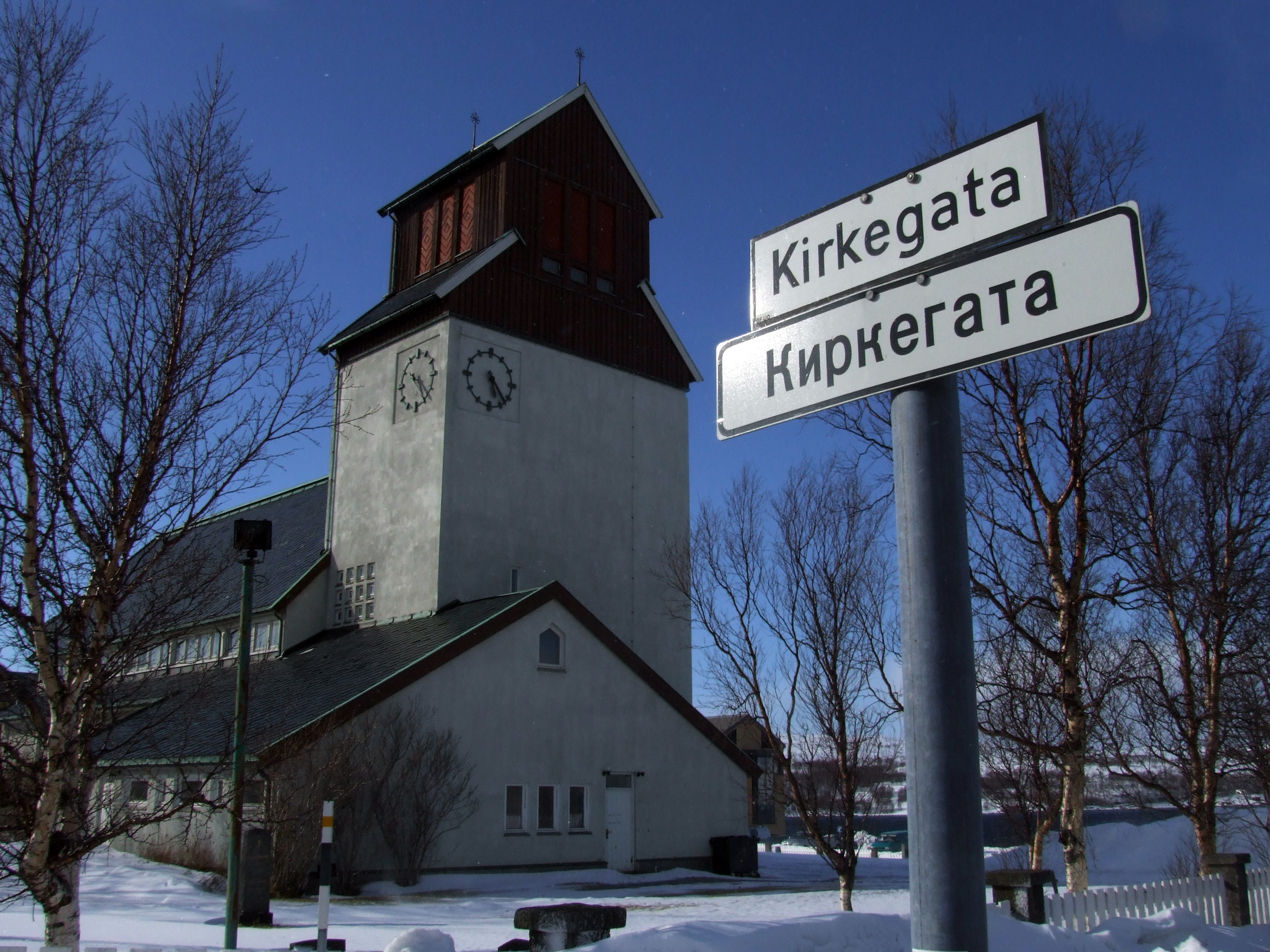
Kirche und Straßenschild auf Norwegisch und Russisch
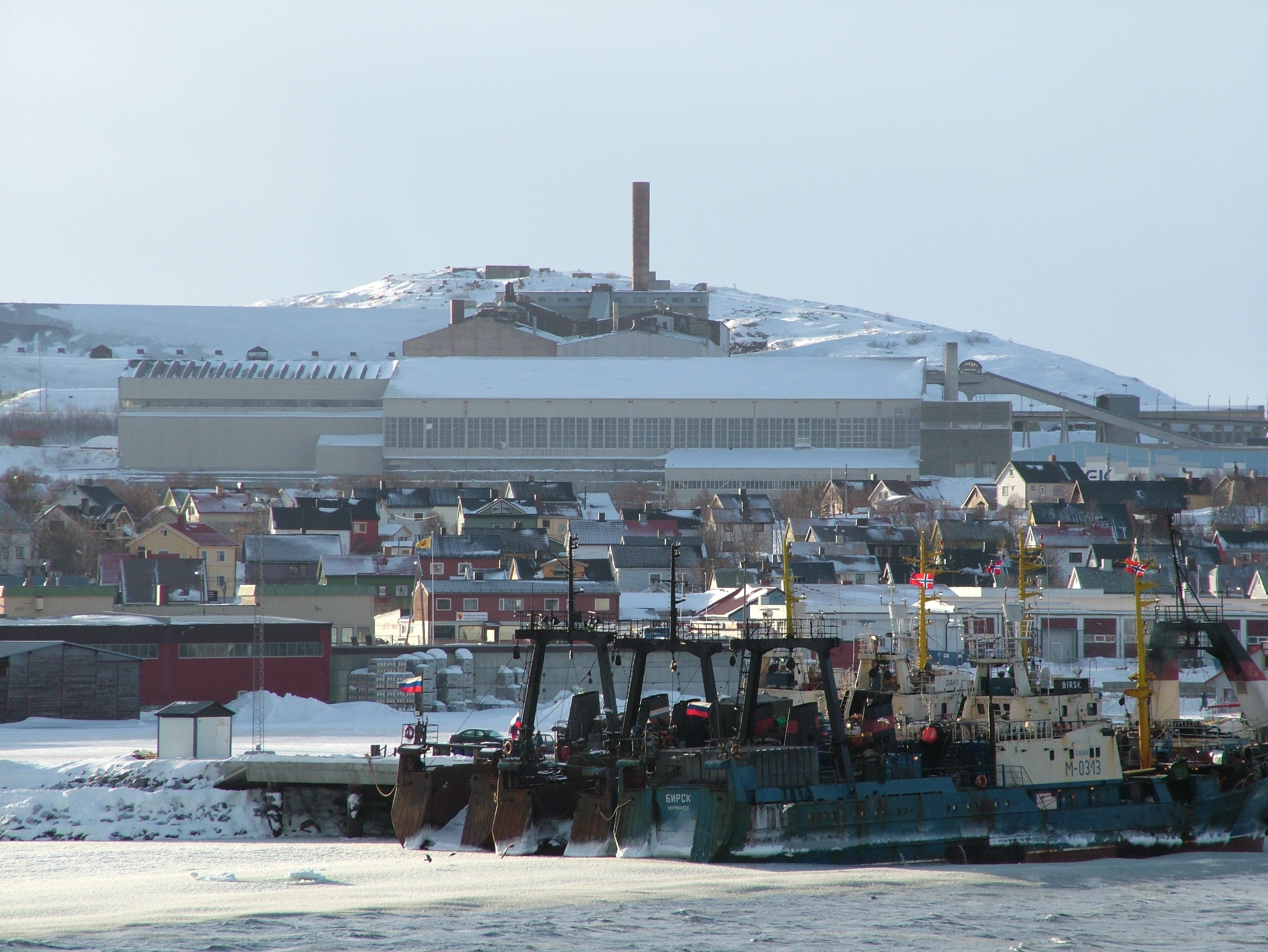
Der Hafen von Kirkenes (Februar 2005)
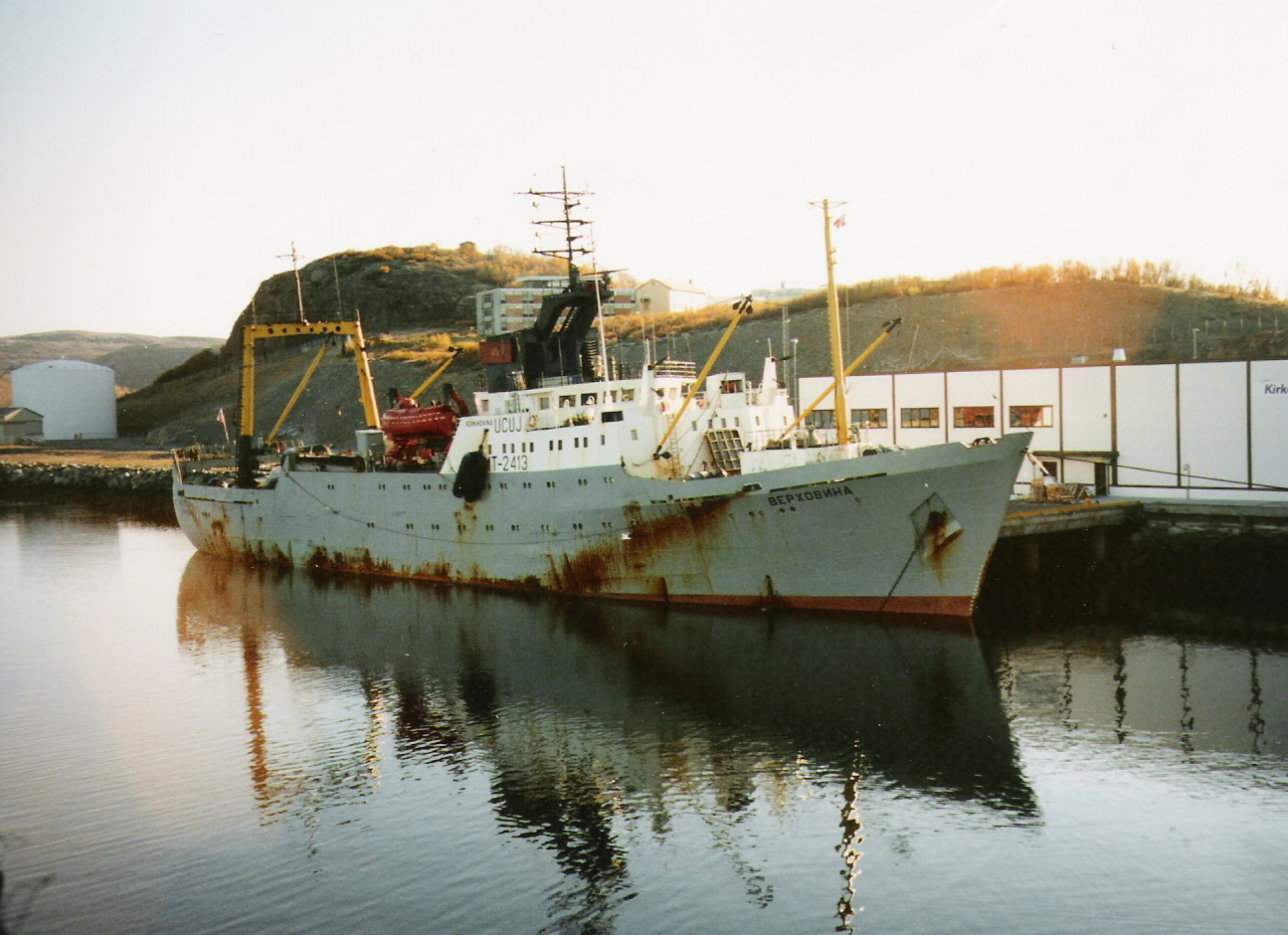
Russischer Trawler im Hafen von Kirkenes (September 2007)
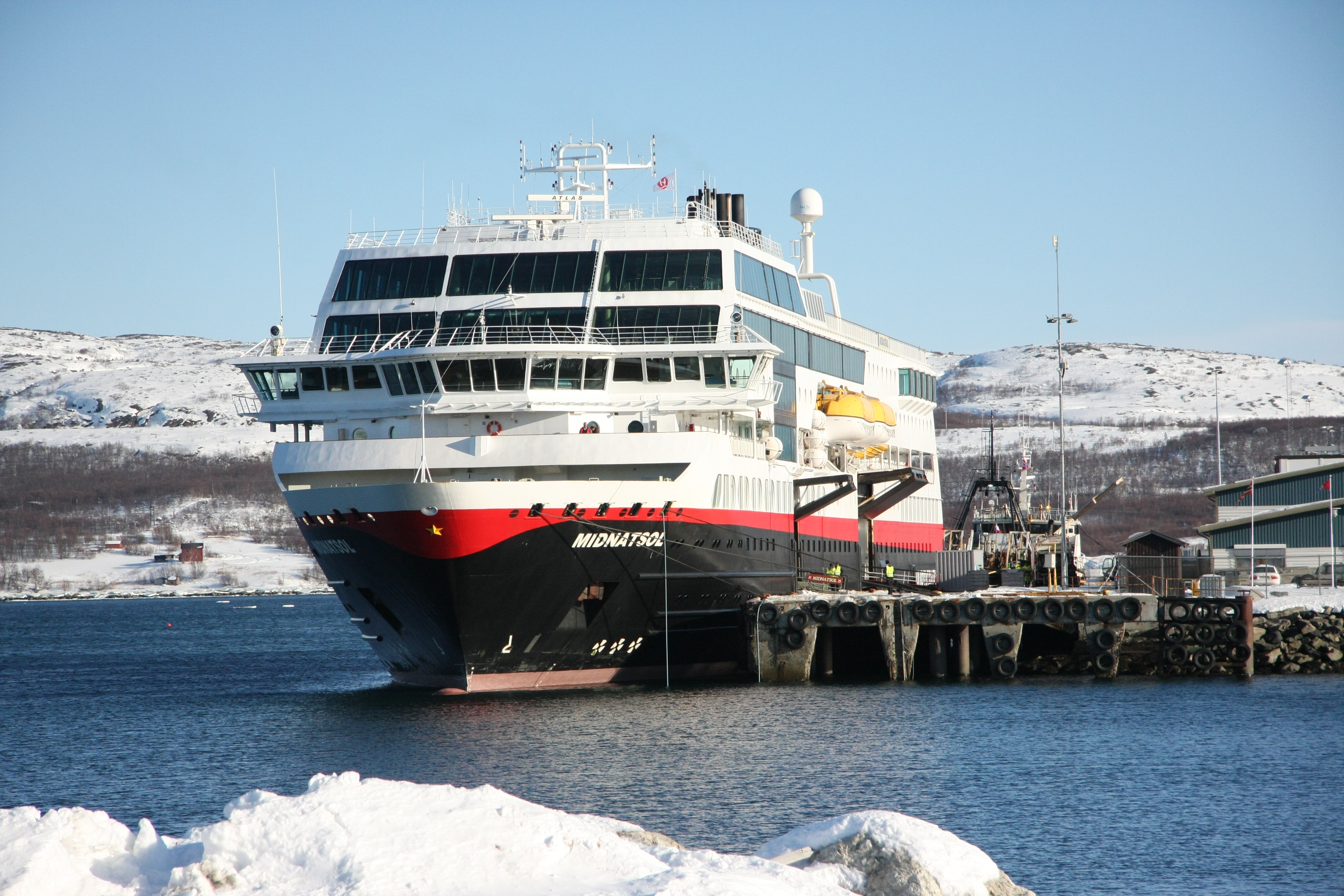
Hurtigrutenschiff Midnatsol im Hafen von Kirkenes (März 2012)
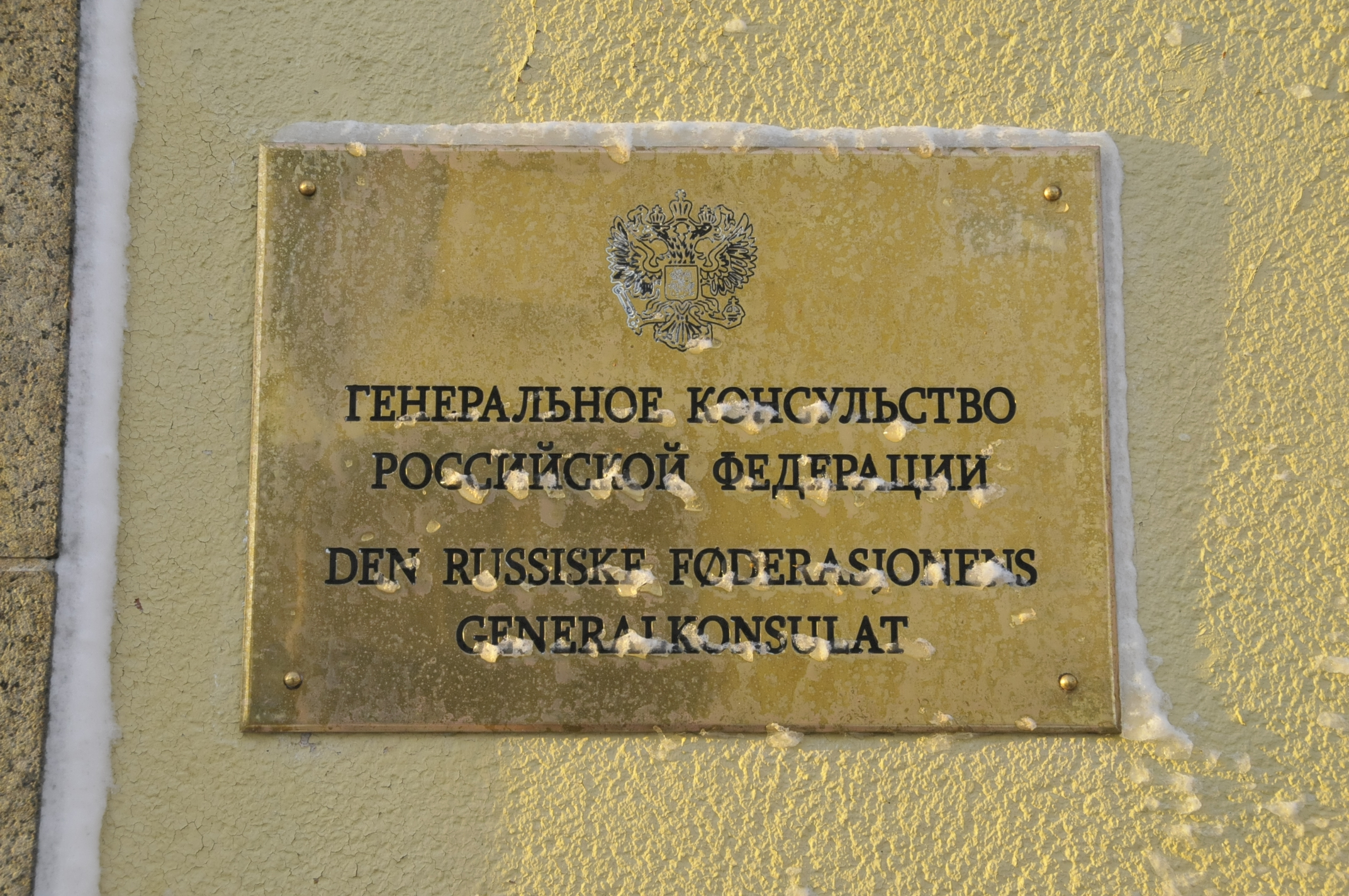
Schild an der Hauswand des russischen Generalkonsulats
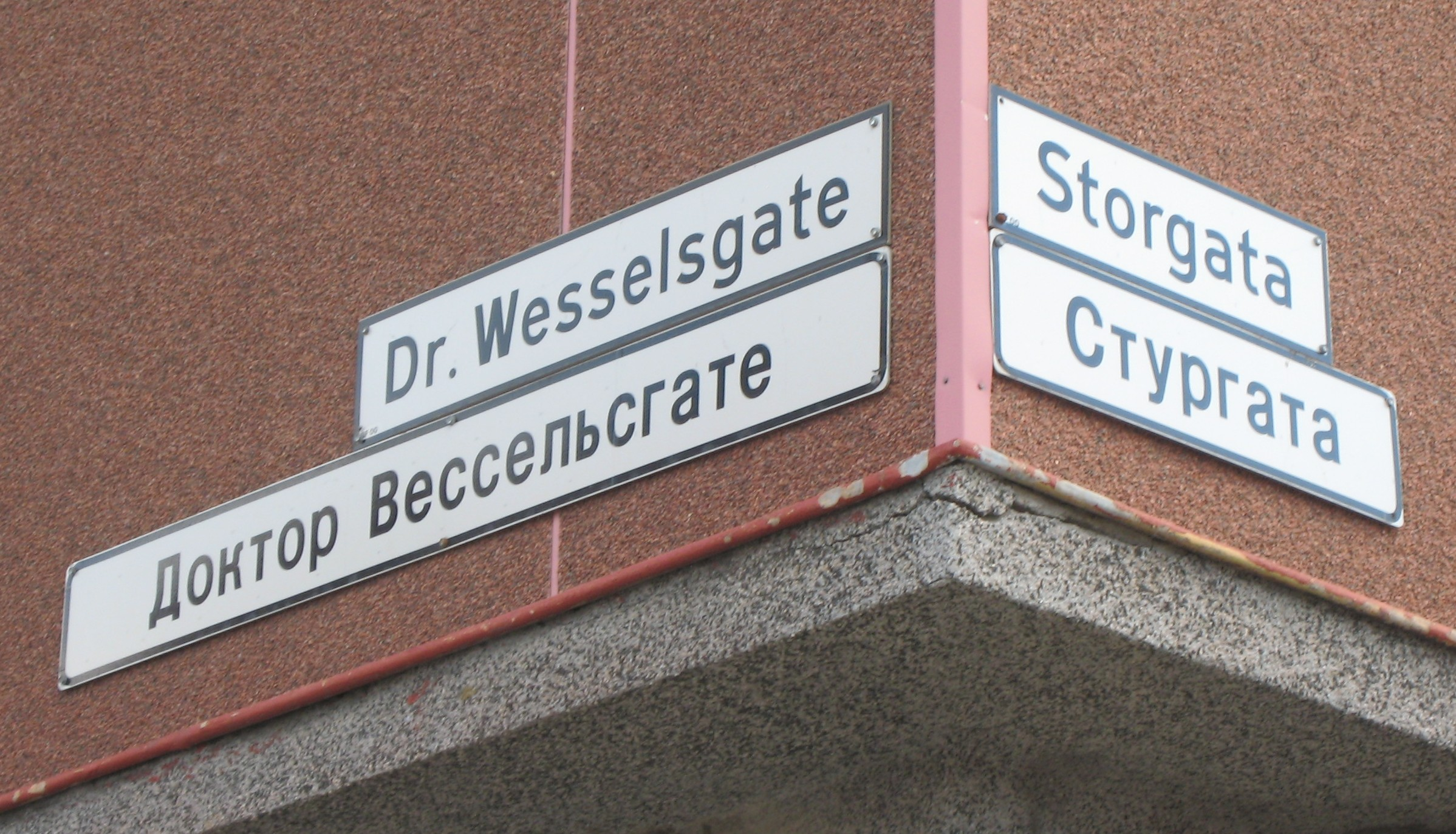
Zweisprachiges Straßenschild auf Norwegisch und Russisch